# Melanie Lubbe
Melanie Lubbe, geborene Melanie Ohme (* 23. Juni 1990 in Leipzig), ist eine deutsche Schachspielerin.

## Leben
Lubbe ist die Älteste von sechs Geschwistern. Sie erlernte das Schachspielen im Alter von vier Jahren von ihren Eltern. Mit sieben Jahren begann sie im Verein zu spielen und wurde hier zunächst vom Vereinstrainer Paul Gaffron unterrichtet. Sie wurde auch von Burkhard Starke, Lothar Vogt, Miroslav Schwarz, Hendrik Hoffmann, Roland Voigt und David Lobzhanidze trainiert.
Lubbe studierte von 2010 bis 2013 an der Universität Mannheim Psychologie und schloss mit dem Bachelor ab. Im Februar 2011 erhielt sie die Silberne Ehrennadel des Deutschen Schachbundes. Ihr Masterstudium in Groningen hatte den Schwerpunkt Arbeits- und Organisationspsychologie. Seit Februar 2015 arbeitet sie als Personalberaterin in Braunschweig.
Seit 2015 ist sie mit Nikolas Lubbe verheiratet, der den Titel eines Großmeisters trägt. Über die Wahl des gemeinsamen Nachnamens wurde bei einer Partie Blitzschach entschieden.
Im November 2024 kündigte Melanie Lubbe nach einer Bundesliga-Partie ihren Rückzug vom leistungsorientierten Schachsport an.

## Erfolge
Sie trägt seit 2009 den Titel eines Internationalen Meisters der Frauen (WIM). Ihre erste WIM-Norm erzielte sie bei der U14w-Jugendweltmeisterschaft 2004 in Iraklio, die zweite beim Frauen-Mitropa-Cup 2006 in Brünn und die dritte bei der Schacholympiade 2008 der Frauen in Dresden. Im Jugendschach war sie 2003 deutsche Meisterin U14w, 2005 Meisterin U16w und 2008 Meisterin U18w.
Im Jahr 2012 erhielt sie von der FIDE den Titel einer Großmeisterin der Frauen (WGM). Die Normen für den Titel erreichte sie in den Spielzeiten 2009/10 und 2010/11 der deutschen Frauenbundesliga und bei der Mannschaftseuropameisterschaft 2011 der Frauen in Porto Carras.
Im März 2021 lag sie auf dem zwölften Platz der deutschen Elo-Rangliste der Frauen.
| Hier fehlt eine Grafik, die leider im Moment aus technischen Gründen nicht angezeigt werden kann. Wir arbeiten daran! |

## Nationalmannschaft

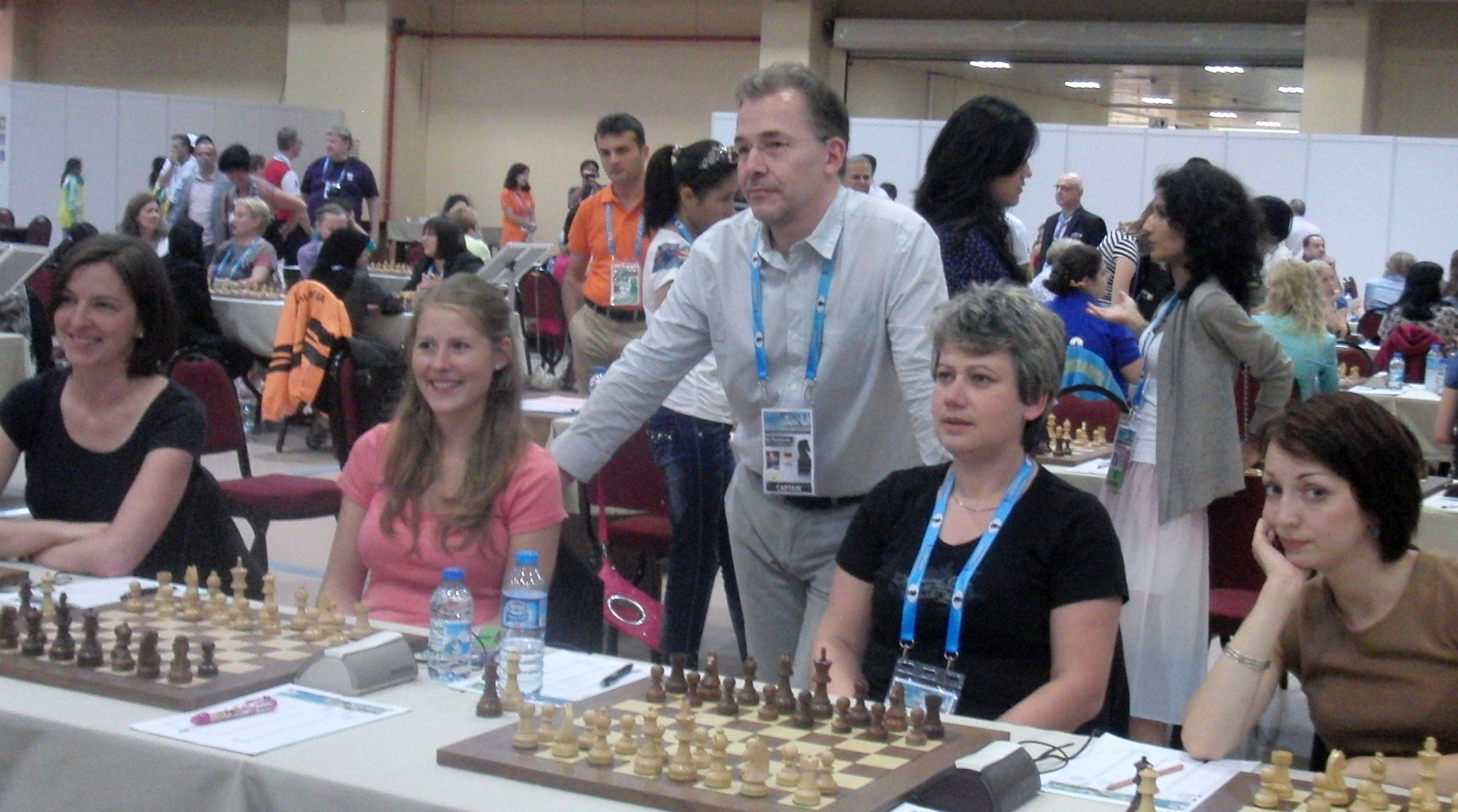
Schacholympiade 2012 in Istanbul: Michna, Lubbe, Melamed und Pähtz

Melanie Lubbe nahm mit der deutschen Frauen-Nationalmannschaft an den Schacholympiaden 2008 in Dresden, 2010 in Chanty-Mansijsk, 2012 in Istanbul, 2014 in Tromsø und 2016 in Baku teil.
Außerdem spielte sie auf der Mannschaftsweltmeisterschaft der Frauen 2007 in Jekaterinburg sowie den Mannschaftseuropameisterschaften der Frauen 2007 in Iraklio, 2009 in Novi Sad, 2011 in Porto Carras und 2015 in Reykjavík. Bei der Mannschaftseuropameisterschaft der Frauen 2011 erreichte sie am dritten Brett das zweitbeste Einzelergebnis.

## Vereine
Sie spielte seit 1998 für den SC Leipzig-Gohlis. Bei diesem gehörte sie ab der Saison 2007/08 zum Kader der ersten Mannschaft in der 2. Bundesliga und Oberliga Ost. Sie hatte aber bereits in der Saison 2005/06 zwei Einsätze in der 1. Bundesliga.
Seit 2010 spielt Melanie Lubbe für die Schachfreunde Neuberg in der Oberliga beziehungsweise 2. Bundesliga. In der Frauenbundesliga spielte sie in der Saison 2004/05 und von 2007 bis 2011 beim SC Leipzig-Gohlis (in der letzten Saison als Gastspielerin).
Von der Saison 2011/12 bis zur Saison 2015/16 spielte sie als Gastspielerin für die Schachfreunde von 1891 Friedberg e. V., in der Saison 2016/17 ist Lubbe als Gastspielerin bei den Rodewischen Schachmiezen aktiv.
In Luxemburg spielte Melanie Lubbe in der Saison 2014/15 für The Smashing Pawns Bieles, in den Niederlanden spielte sie in der Saison 2014/15 und erneut in der Saison 2016/17 mit der Mannschaft von SISSA Groningen in der Meesterklasse.